# El Señor de los Anillos: el arte de La Comunidad del Anillo

El Arte de la comunidad del Anillo  es una publicación Oficial de New Line Cinema creada por Gary Russell 
y editada originalmente por Harper Collins en 2002.

## Contenido
El libro, con un prólogo escrito por el mismo autor,  describe el desarrollo gráfico de La Comunidad del Anillo, a través de 500 imágenes, recorriendo los primeros esbozos a lápiz, los dibujos conceptuales y, finalmente, las espectaculares imágenes que conformaron el aspecto último de la película.
Todo este recorrido artístico trata los lugares, vestuario, razas, criaturas y armas con gran detalle, incluyendo conceptos no incluidos finalmente en el film, como diferentes opciones para los títulos iniciales. También contiene fotografías del proceso creativo y fotogramas de la película.
El libro muestra trabajos de Alan Lee y John Howe, los más celebrados artistas del mundo de Tolkien, que inspiraron la visión cinematográfica de la Tierra Media de Peter Jackson. Estos dos artistas y todos los demás colaboradores, especialmente de Weta Digital, explican como trabajaron en el desarrollo de la película y en la recreación de la Tierra Media.
También incluye textos de entrevistas con el director Peter Jackson, Richard Taylor, supervisor de efectos especiales de Weta y los diseñadores Ngila Dickson, Grant Major y Paul Lasaine.

## Capítulos
- Prólogo.
- Introducción.
- Lugares: Rivendel, Hobbiton, Amon Sûl, Isengard, El paso de Caradhras, Moria, Lothlórien, El río Anduin, Amon Hen, Mordor.
- Vestuario: De Gandalf, Saruman, hobbits, Aragorn, hombres de Gondor, elfos y enanos.
- Armas: Narsil, Dardo, dagas élficas, Aeglos, Carcaj de Legolas, Escudo de Boromir,  Hachas de los enanos, Mazo de Sauron, etc.
- Criaturas: orcos, Trasgos, Uruk-hai, Trolls, El Guardián del lago(puertas de Moria), espectros del Anillo, el Balrog.
- Créditos

## Artistas
Diseño conceptual:
- John Howe.
- Alan Lee.

Diseño de producción:
- Grant Major.

Supervisor de efectos especiales:
- Richard Taylor.

Diseño de Vestuario:
- Ngila Dickson.
- Sylvana Sacco.

Diseñadores y escultores:
- Jamie Beswarick.
- Shaun Bolton.
- Daniel Falconer.
- Warren Mahy.
- Ben Wotten.
- Sacha Lees.
- Johnny Brougth.
- Bill hunt.

Supervisor de prótesis:
- Gino Acevedo.

Otros:
- Imery Watson.
- Jeremy Bennet.
- Yanick Dusseault.
- Gus Hunter.
- Roger Kupelian.
- Mark Sullevan.
- Max dennison.
- Wayne Haag.
- Christian Rivers.
- Mel James.